# Hyperstrotia aetheria
Hyperstrotia aetheria là một loài bướm đêm trong họ Noctuidae.